# خوزه مونتانارو
خوزه مونتانارو (انگلیسی: José Montanaro؛ زادهٔ ۲۹ ژوئن ۱۹۵۸) بازیکن والیبال اهل برزیل است.